# Koniuch
Koniuch (niem. Todte Plferd) (775 m n.p.m.) – szczyt w południowo-zachodniej Polsce, w Sudetach Środkowych, w Górach Bystrzyckich.
Szczyt w grzbiecie odchodzącym na północny zachód od szczytu Kuźnicka Góra, porośnięty lasem świerkowym regla dolnego.

## Szlaki turystyczne
Zachodnim zboczem prowadzi:
- niebieski szlak turystyczny - Schronisko PTTK „Pod Muflonem” - Przełęcz Spalona[1].